# Thomas Rode

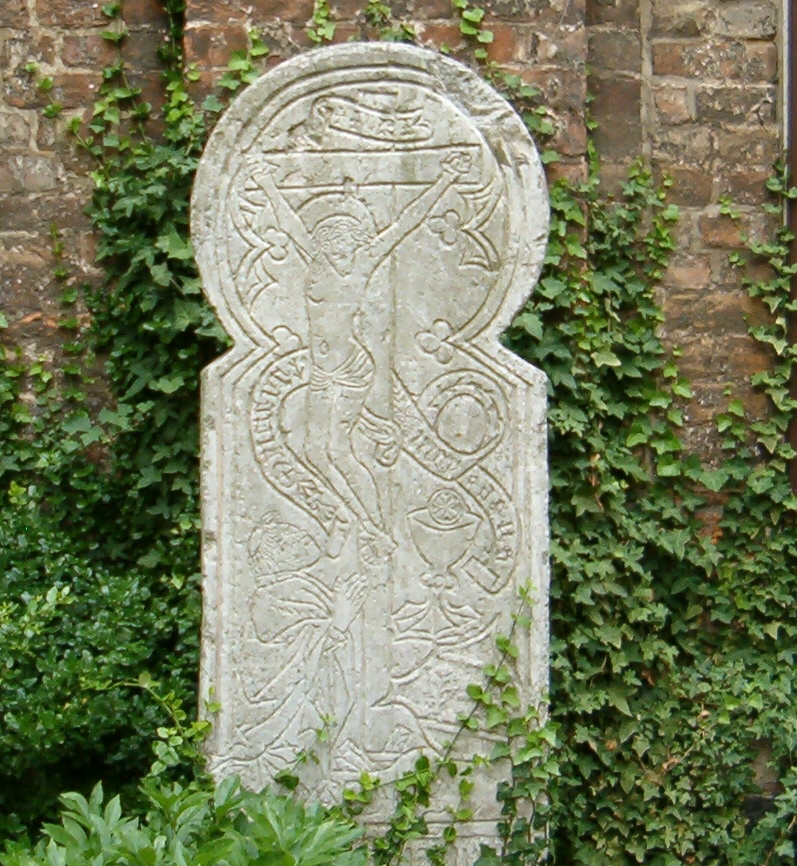
Sühnestein für Thomas Rode

Thomas Rode (* in Pommern; † 14. Januar 1487 in Rostock) war ein römisch-katholischer mecklenburgischer Geistlicher, Domherr und Propst.

## Leben
Thomas Rode immatrikulierte sich 1453 an der Universität Rostock. Möglicherweise ist er, wie Krause vermutet, identisch mit dem Thomas Rode, der an der Marienkirche in Stettin bereits 1444 eine Rolle im Streit wegen des geistlichen Lehens der Roden Kapelle spielte. Er war nach dem Studium zunächst von 1462 bis 1467 Sekretär der Herzöge von Mecklenburg. 1477 war er als Gesandter der Herzöge von Mecklenburg in Rom. 1481 ist Thomas Rode als Domherr im Domkapitel des Schweriner Doms und 1482 als Kanzler der Herzöge von Mecklenburg belegt. Er war zu dieser Zeit Inhaber des Rektorats an der Marienkirche in Rostock. Im Zuge der sich entwickelnden Rostocker Domfehde wurde Thomas Rode erster Propst des gegen den Widerstand von Universitätskreisen, wohl auch Franziskanern und Rostocker Bürgern durch die Herzöge im Einvernehmen mit dem Rat der Stadt Rostock an der Jakobikirche eingerichteten Kollegiatstifts Rostock. Er wurde am 14. Januar 1487 von der aufgebrachten Menge der Bürger der Stadt vor der Burse zum halben Monde erschlagen. Die Domfehde zog sich noch bis 1491 hin und die mecklenburgischen Herzöge empfingen von den Rostocker Bürgern für den Mord an Thomas Rode 1491 ein erhebliches Sühnegeld.
Nach dem Tod wurde Thomas Rode 1494 am Ort der Tat ein Sühnekreuz gesetzt; es ist heute noch erhalten, befindet sich aber inzwischen im Kloster zum Heiligen Kreuz. Seine Schwester, die mit Volmer Poggendorp verheiratet war, stiftete als Witwe dem Kloster Neuenkamp zur Erinnerung an ihn und für sein Seelenheil eine Memorie.